# Bambibanda e melodie
Bambibanda e melodie è un album dell'omonimo gruppo musicale, pubblicato dalla Fonit Cetra nel 1974.

## Tracce
Tutti i brani sono stati composti e coordinati da Bambi Fossati
Lato A
1. Pian della tortilla – 15:11
2. Libera e felice – 6:45

Durata totale: 21:56
Lato B
1. Calabuig! – 6:30
2. Piccolo gitano – 4:09
3. Mare delle terre medie – 7:15
4. Canto del sole – 2:06

Durata totale: 20:00

## Musicisti
- Bambi Fossati - chitarre, voce, maracas
- Roberto Ricci - basso, voce
- Maurizio Cassinelli - batteria, voce, bongos, maracas, vibrafono, campanelli
- Ramasandiran Somusundaram - tumbe, bongos, maracas, campanelli, tamburello, timbales

Note aggiuntive
- Roberto Cecconi - flauto (brano: Mare delle terre medie)
- Danilo Girardi - tecnico del suono
- Angelo Rovero - tecnico del suono[1]